# 뉘마 드니 퓌스텔 드 쿨랑주
뉘마 드니 퓌스텔 드 쿨랑주(프랑스어: Numa Denis Fustel de Coulanges, 프랑스어 발음: [kulɑ̃ʒ], 1830년 3월 18일~1889년 9월 12일)는 프랑스의 역사가이다. 에콜 노르말 쉬페리외르를 졸업하고 스르타스부르 대학교, 에콜 노르말 쉬페리외르, 소르본 대학교 교수를 지냈다. 주로 고대 그리스사, 로마사, 프랑스 중세사를 연구했으며 대표 저서로는 실증주의적 문헌 고증으로 고대 그리스와 로마의 도시의 성립과 몰락을 재구성한 《고대 도시》(1864년)와 마르크 블로크를 비롯한 후대 역사가들과 사회학에 영향을 준 《고대 프랑스 정치제도사》(1885년, 전 6권)가 있다.

## 저서
- 《고대 도시》(La Cité Antique, 1864)
- 《고대 프랑스 정치제도사》(Histoire des Institutions Politiques de l'Ancienne France, 1885)
- 《프랑크 왕조》(La Monarchie Franque, 1888)
- 《역사 문제에 대한 몇 가지 새로운 연구》(Nouvelles Recherches sur quelques problèmes d'histoire, 1891)

## 수상
- 레지옹 도뇌르 오피시에 훈장
- 몽티옹상(1865년)
- 테루안상(1875년)